# Сирень (станция радиоэлектронного подавления)
«Сирень» — семейство станций радиоэлектронного подавления индивидуальной защиты самолетов. Разработчик — Центральный научно-исследовательский радиотехнический институт ЦНИРТИ, город Москва. Серийное производство было развёрнуто на заводе геофизической аппаратуры в городе Барнауле.
Производились в двух основных вариантах исполнения: 
- для относительно небольших летательных аппаратов фронтовой авиации выпускались комплекты станции «Сирень-Ф»: СПС-141, СПС-142, СПС-143, которые размещались на наружной подвеске самолётов в обтекаемых контейнерах (гондолах);
- для крупных летательных аппаратов (дальней авиации) выпускались станции «Сирень-Д»: СПС-151, СПС-152 и СПС-153, которые монтировались стационарно поблочно внутри корпуса летательного аппарата.

Станции позволяли перекрывать широкую полосу частот. Базовый вариант СПС-151 работал в 3-см диапазоне волн. К середине 1990-х годов станции типа «Сирень» были заменены на более современные станции типа «Герань».
Некоторые модификации станции имели наименование не «Сирень». Например, контейнерная СПС-141МВГ называлась «Гвоздика».

## История
Станции были разработаны в 1960-х годах для фронтовой авиации в московском Центральном научно-исследовательском радиотехническом институте (ЦНИРТИ) под руководством главного конструктора В.В. Огиевского [https://www.itweek.ru/numbers/detail.php?ID=102212] для противодействия РЛС подсвета и сопровождения целей зенитных ракетных комплексов MIM-23 Hawk и MIM-14 Nike-Hercules, а также авиационным управляемым ракетам с полуактивными радиолокационными головками самонаведения. При создании станции, в том числе, были использованы американские разработки — из обломков сбитого в 1960 году под Свердловском высотного разведчика U-2, пилотируемого летчиком Ф. Пауэрсом, была извлечена чудом сохранившаяся станция имитационных активных помех, используемая для индивидуальной радиоэлектронной защиты самолета.

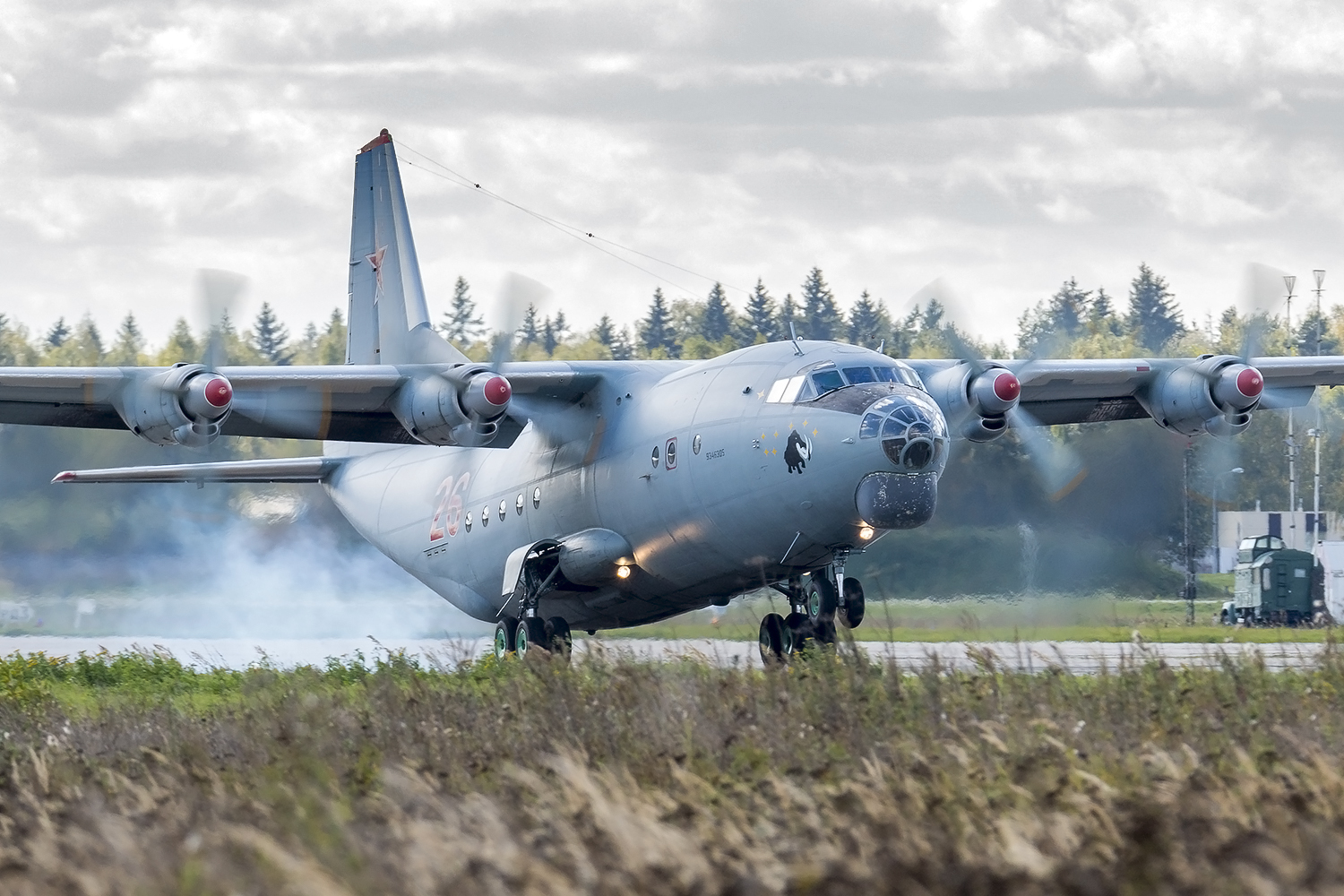
Ан-12БК-ППС

Позже, для организации противодействия станциям наведения ЗРК и обеспечения защиты транспортных самолетов были разработаны улучшенные комплексы для тяжелых машин «Сирень-Д», они отличались наличием блока дополнительной памяти для длительного запоминания частоты, имели в 20 раз большую выходную мощность и улучшенную энерговооруженность. В 1970 году началось переоборудование 45 самолётов в вариант Ан-12БК-ИС. На самолёты установили две станции «Фасоль» и четыре контейнера со станциями «Сирень-Д» два по бортам в передней части фюзеляжа, что обеспечивало постановку помех в передней полусфере самолета, и два на подкилевой надстройке, что обеспечивало постановку помех в задней полусфере самолета. Приемные антенны размещались вне контейнеров под остеклением кабины штурмана и на законцовках стабилизатора самолёта. В 1974 году были переоборудованы 105 самолётов типа Ан-12 в вариант БК-ИС. В состав радиоэлектронного вооружения вошли: аппарат предупреждения об облучении «Барьер», станции «Сирень-Д» в контейнерах и автоматы сбрасывания отражателей. Наряду с переоборудованием с 1970-х годов начался и серийный выпуск постановщика помех на базе самолёта Ан-12, получивший обозначение ППС, где буква «С» обозначала наличие станции «Сирень-Д». Кроме этого на самолёт устанавливались автоматы АСО-2И с инфракрасными помеховыми патронами, станции «Букет» и «Фасоль». Большая часть Ан-12БК-ППС не комплектовалась АПП-22 и трубами для сброса диполей. Всего было построено 19 серийных самолётов в модификации ППС. В ходе эксплуатации количество станций «Сирень-Д» в каждом контейнере увеличили до двух, а приёмные антенны перенесли в обтекатель перед кабиной летчиков.

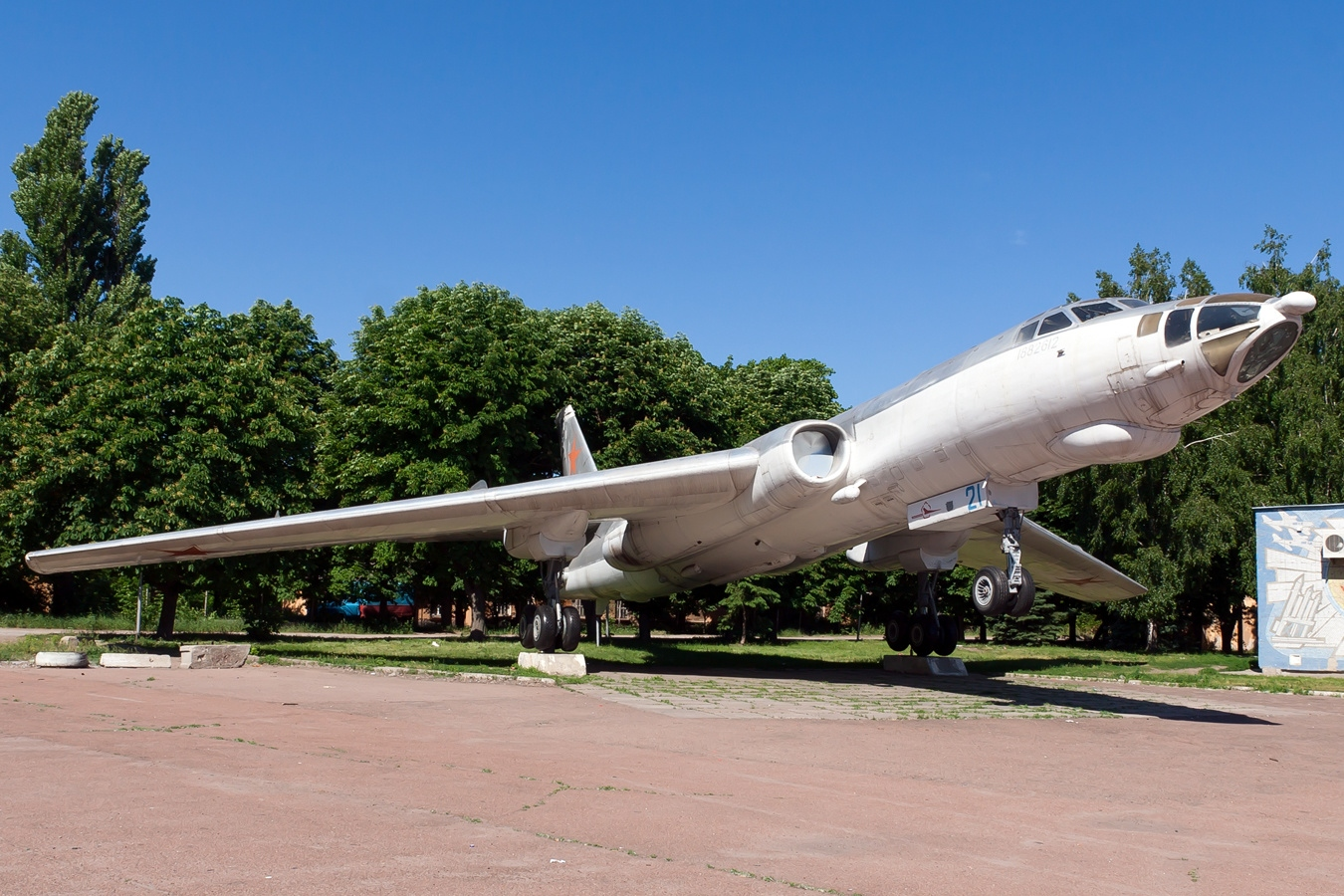
Ту-16П

В конце 1970-х — начале 1980-х годов несколько бомбардировщиков Ту-16 и постановщиков помех Ту-16П были оснащены станциями «Сирень» (СПС-151, СПС-152 или СПС-153) и СПС-4М. Такие самолёты получили обозначение Ту-16СПС. Блоки станций располагались в техническом отсеке фюзеляжа и в хвостовом контейнере-обтекателе, установленном вместо стрелковой установки ДК-7. Передающие антенны установили по обоим бортам, в районе воздухозаборников двигателей, а приёмные антенны в районе первого шпангоута фюзеляжа. Также носители мишеней Ту-16КРМЕ оборудовались станциями «Сирень» для усложнения работы зенитных ракетных комплексов при работе с мишенями.

## Назначение
Автоматическая станция индивидуальной защиты, создающая активные уводящие помехи по дальности и по скорости как импульсным, так и доплеровским радиолокационным системам наведение противника (активный ретранслятор сигналов).

## Принцип действия
Станция принимает сигнал от радиолокационных систем облучивших самолет, анализирует принятый сигнал, наделяет его дополнительной помеховой шумовой частотной модуляцией и переизлучает. Формирование помеховых модуляций проходит автоматически и определяется видом сигналов облучающих самолет. Программирование проходит по выбранному на пульте управления оператора сценарию. Станция способна создать три комплекса помех в зависимости от дальности и скорости РЛС.
Станция может помехами подавлять РЭС с импульсным, непрерывным и квазинепрерывным излучением. Мощность помехового сигнала составляет 20 Вт (для контейнерного варианта). Канал дальности (АСД) — уводящая помеха назад по дальности, подвижная и неподвижная. Канал скорости (АСС) — увод в сторону меньших скоростей и т. н. «допплеровский шум». Канал наведения (АСН) — формирует помехи: мерцающая, прицельная по частоте сканирования, скользящая по частоте сканирования. 
Также станция служит для создания помех угломерному каналу, используя мерцающее переизлучение сигналов РЛС с двух самолетов с частотой мерцания, т.е. станция передаёт сигнал с ложной информацией о направлении, расположении и перемещении объекта.
Станции, размещённые стационарно на больших самолётах, имели в составе дополнительный блок запоминания частоты на случай прекращения излучения РЛС и в 20 раз большую выходную мощность излучения.

## Применение

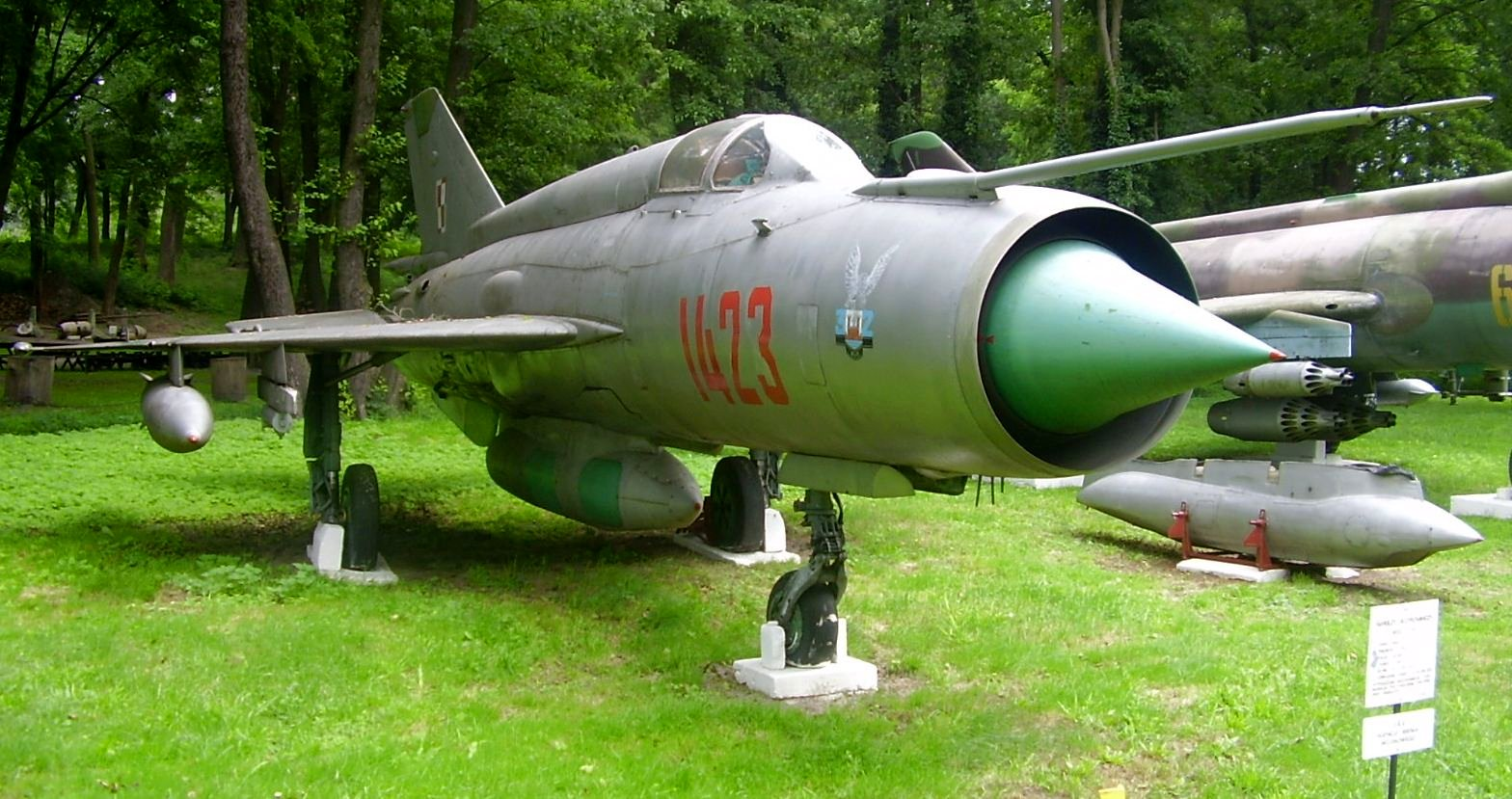
МиГ-21Р, на внешней подфюзеляжной подвеске виден контейнер со станцией

В качестве средства индивидуальной защиты станции «Сирень» устанавливались на: Як-28ПП, Ан-12БК-ИС, Ан-12ППС, МиГ-21Р, МиГ-25, МиГ-27, Ту-16СПС, Ту-22РМ, Ту-22М, Су-24 и др.
На самолёты Як-28ПП устанавливалась станция «Сирень-ФШ» (СПС-141, СПС-142 или СПС-143). На МиГ-21 под фюзеляжем на специальном обтекаемом держателе устанавливался сменный контейнер со станцией постановки активных помех «Сирень» (СПС-142). Истребители-бомбардировщики МиГ-23 также получили станцию «Сирень». Разведчики Ту-22РДМ несли съёмные контейнеры со станциями «Сирень-Д» (СПС-151, СПС-152 или СПС-153). На Ту-22М, в том числе и на модификации Ту-22М3 две станции устанавливались в передней части и в корме. Станция «Сирень» входит в бортовой комплекс обороны Су-24.
Для предполётной проверки работоспособности станция оборудована встроенным контролем исправности (ВСК).
В бою
Опыт локальных конфликтов показал что станция радиоэлектронного подавления СПС-141 «Сирень» уверенно подавляет работу американских ЗРК MIM-23 HAWK.